# Renald Rats
Hubertus Cornelis Adrianus Rats (Udenhout, 17 september 1900 – Maastricht, 17 april 1979) was een Nederlands beeldhouwer, schilder en tekenaar. Hij kreeg als minderbroeder de kloosternaam Renaldus en werd bekend als pater Renald Rats O.F.M.

## Leven en werk
Rats was een zoon van looier Hendrikus Gerardus Jacobus Rats en Henrica Antonia Catharina Muskens. Hij trad in 1920 in in het klooster en werd in 1927 in Weert tot priester gewijd. Hij kreeg begin jaren dertig les aan de Rijksnormaalschool voor Teekenonderwijzers in Amsterdam. Hij woonde en werkte onder meer in Amsterdam (1931–1935), Rotterdam (1935–1940) en Delft (1941–1945). Rats gaf godsdienstlessen aan het St. Franciscus-college (katholieke hbs in Rotterdam) en in Delft. 
Na de Tweede Wereldoorlog keerde hij terug naar Limburg. Hij woonde in klooster Watersley te Sittard (1945–1947) en vervolgens in een pastorie in Heerlen (1947–1950). In de Heerlense periode werkte hij in het Brunssums Kleiatelier en maakte Edmond Bellefroid hem wegwijs in de keramiek. Vanaf 1950 woonde hij in Maastricht.
Rats maakte onder meer een kerstgroep voor de Mozes en Aäronkerk in Amsterdam en een paasgroep voor de Maria van Jessekerk in Delft, verder glas-in-loodramen, houtsneden, linosneden, boekillustraties, tabernakeldeuren, kruiswegstaties, reliëfs en oorlogsmonumenten. Hij was lid van de Algemene Katholieke Kunstenaarsvereniging en van 1951 tot 1964 redacteur van het Katholiek Bouwblad.
In Maastricht had hij een eigen atelier in het Derde Minderbroedersklooster en was hij daarnaast leraar iconografie aan de Stadsacademie voor Toegepaste Kunsten.
Renald Rats overleed in 1979 in het Ziekenhuis Sint Annadal, op 78-jarige leeftijd. Hij werd begraven in Sint Pieter.

## Werken (selectie)

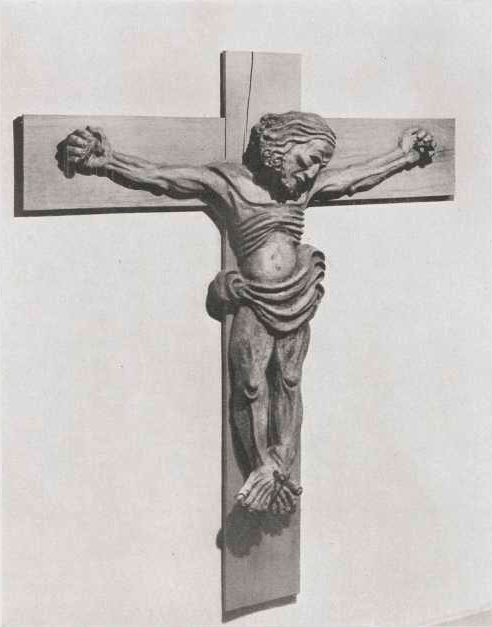
Kruisbeeld (1939)

- 1929 – enkele glas-in-loodramen in de jongenskapel van de Sint-Antonius van Paduakerk (Heerlen), de andere ramen zijn van René Smeets en Henri Schoonbrood.
- 1931 – beeld van Sint Franciscus aan de Bernardinuskapel, Heerlen
- 1931 – boekuitgave De legende van Sint Christoffel (Maastricht, Leiter-Nypels) met zestien houtsneden, typografie door Charles Nypels
- 1932 – illustraties boek Mechteld de begijn van kapitein S. Linthorst.
- 1938 – illustraties voor het boek Uittocht van Jacques Benoit.
- 1939 – omslag en illustraties voor het boek Ter nagedachtenis aan mij van dr. Jozef Teulings en pater Lactantius Engelbregt.
- 1939 – keramisch crucifix, in de handel gebracht door de Fabriek van Brouwer's Aardewerk uit Leiderdorp[9]
- 1943 – schildering met twee engelenfiguren die uit de hemel neerdalen, Maria van Jessekerk, Delft
- 1945-1948 – kruiswegstaties voor de seminariekapel in Venray. Later verplaatst naar de Antonius van Paduakerk (Nazareth, Maastricht) (1977-2007) en de Sint-Guliëlmuskerk in Maastricht.[10]
- 1948 – oorlogsmonument (terracotta reliëf) aan de toren van de Sint-Lambertuskerk (Oirsbeek)
- 1949 – kerkhofkruis, Haanrade
- 1949 – Herdenkingsmonument 40-45, Grubbenvorst. In 1996 is het monument vervangen, waarbij het beeld van Rats is hergebruikt. Zijn leerling Appie Drielsma maakte de zuilen.[11]
- 1949 – reliëf vijftigjarig bestaan van de maatschappij tot exploitatie der steenkolenmijnen Laura en Vereeniging, Eygelshoven
- ca. 1950 - tegeltableaus Het zonnelied, gymnasium, Venray. In 1979 overgebracht naar de Zonneliedkerk, Venray
- 1950 – oorlogsmonument bij de Sint-Petrus en Pauluskerk (Schaesberg)
- ca. 1951 - gebeeldhouwd antependium en kapitelen aan het sacramantsaltaar van de Sint-Medarduskerk (Wessem)
- 1952 – kapitelen voor de kolommen van de Sint-Medarduskerk in Wessem
- 1953 – betonreliëfs voor de Sint-Willibrorduskerk (Ammerzoden)
- 1953-1954 - ontwerp doopvont voor de Sint-Hubertuskerk (Blerick)
- 1954 – piëta voor Piëtakapel in Obbicht
- 1955 – medaillon met voorstelling van de doop van Christus voor de Heilige Michaëlkerk (De Bilt)
- 1964 – ontwerp voor bronzen deurgrepen met symbolen van de vier evangelisten voor de Sint-Norbertuskerk (Horst)

## Afbeeldingen

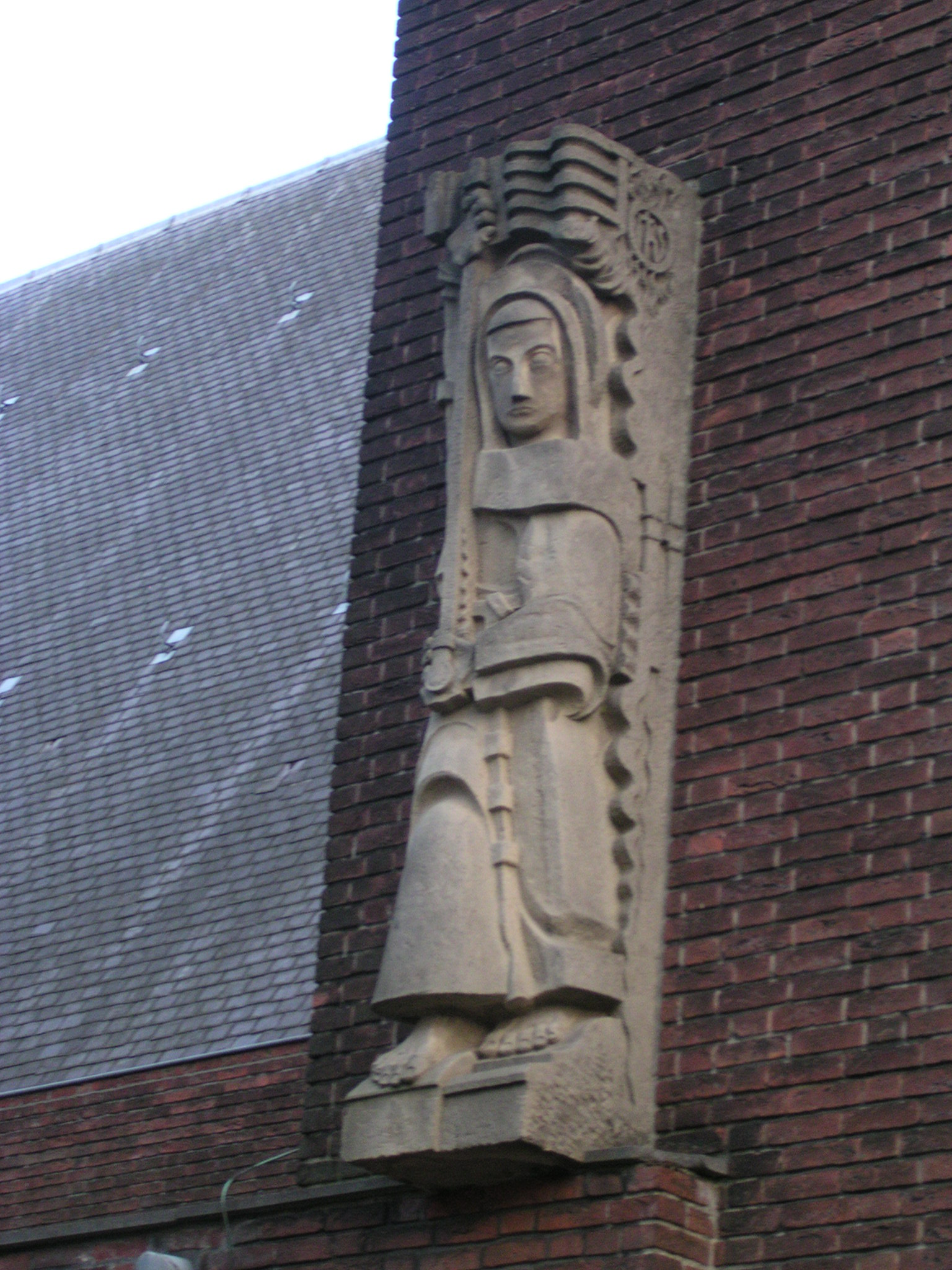
St. Franciscus (1931), Bernardinuskapel Heerlen
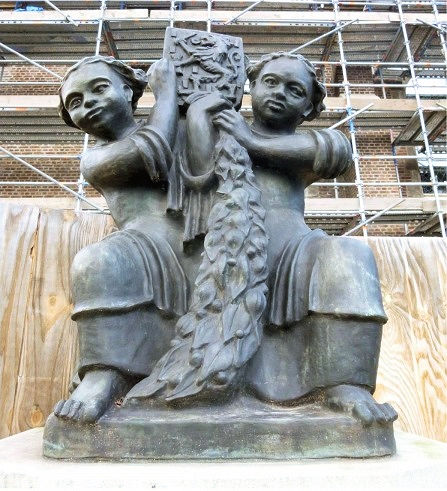
Oorlogsmonument (1950), Schaesberg
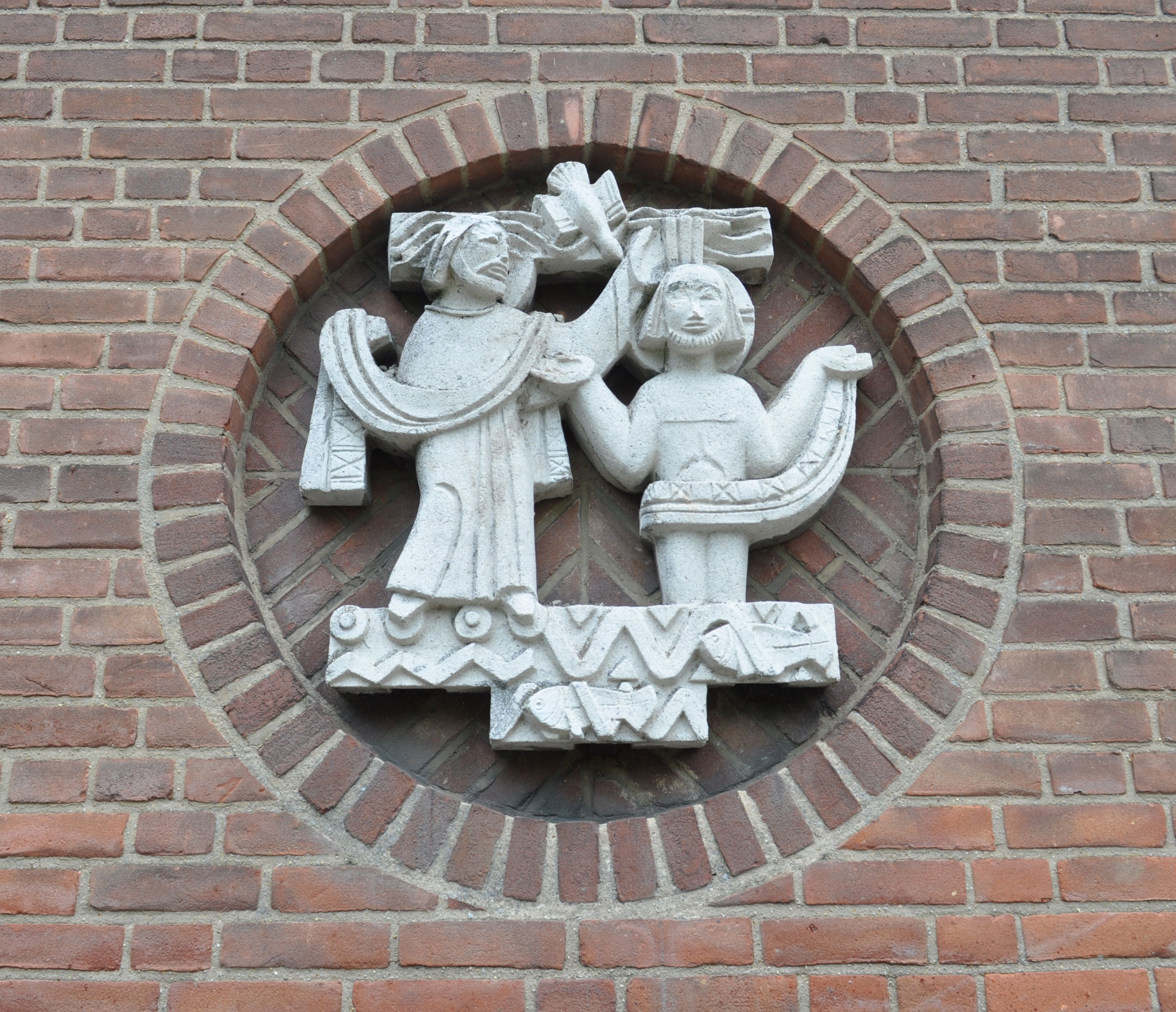
Doop van Christus (1955), Heilige Michaëlkerk De Bilt
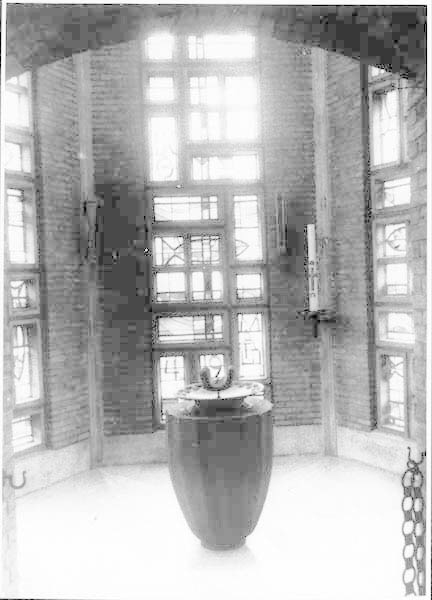
Doopvont (1963), Antonius van Paduakerk Nazareth Maastricht
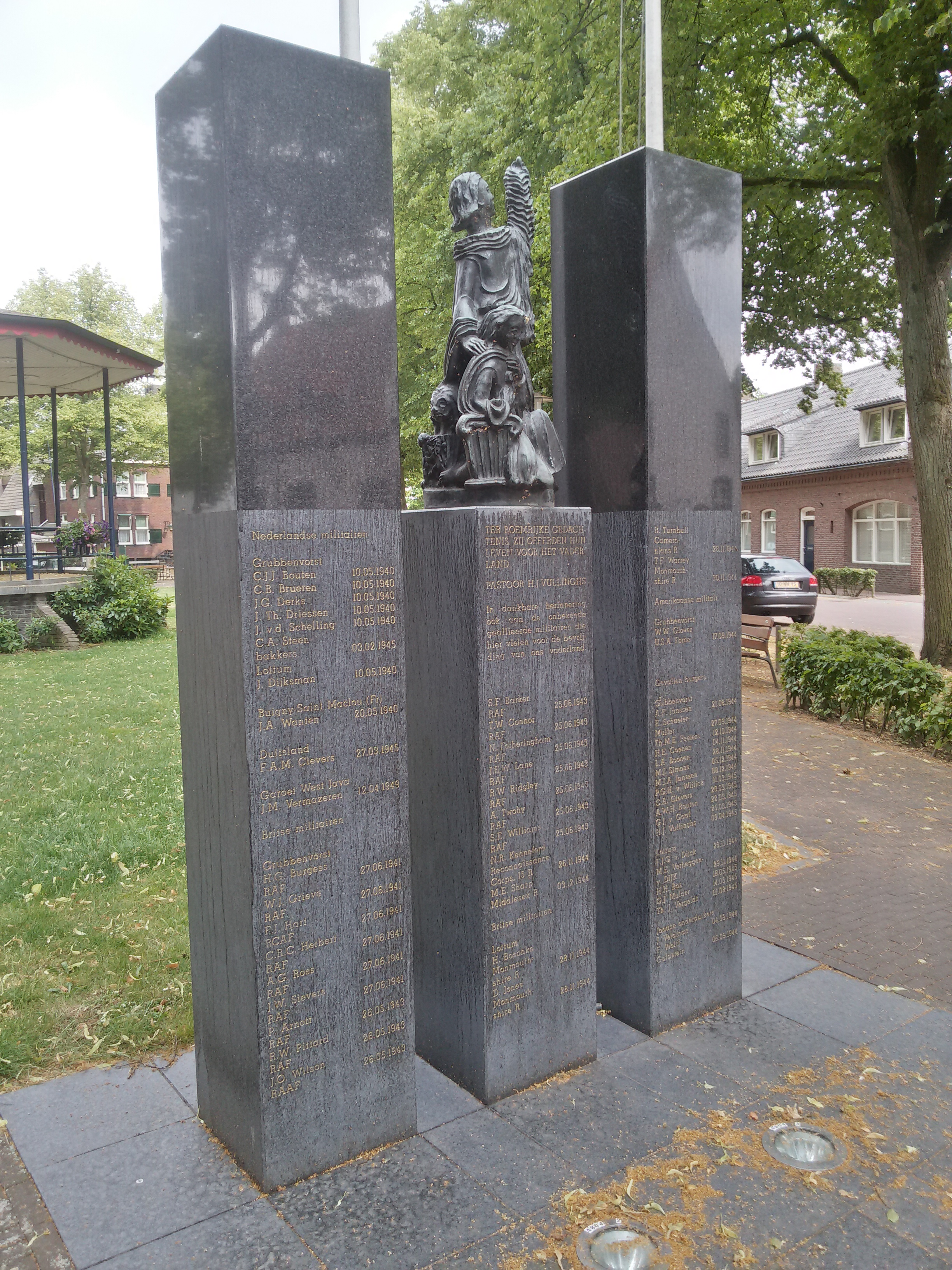
Herdenkingsmonument 40-45 (1949/1996), Grubbenvorst